# Raorchestes sushili
Raorchestes sushili es una especie de anfibio anuro de la familia Rhacophoridae.

## Distribución geográfica
Esta especie es endémica del distrito de Coimbatore en Tamil Nadu, India. Se encuentra en los Ghats occidentales.

## Etimología
Esta especie lleva el nombre en honor a Sushil Kumar Dutta.

## Publicación original
- Biju & Bossuyt, 2009: Systematics and phylogeny of Philautus Gistel, 1848 (Anura, Rhacophoridae) in the Western Ghats of India, with descriptions of 12 new species. Zoological Journal of the Linnean Society, vol. 155, p. 374-444.[4]